# 短梗冬青
短梗冬青（学名：Ilex buergeri）为冬青科冬青属的植物。分布于日本以及中国大陆的福建、安徽、江西、湖南、广西、浙江、湖北等地，生长于海拔100米至700米的地区，多生长在山坡、沟边常绿阔叶林中和林缘，目前尚未由人工引种栽培。

## 别名
毛枝冬青（福建植物志），华东冬青（湖南植物名录）